# El ángel herido
El ángel herido (en finés Haavoittunut enkeli) es una pintura del pintor finlandés Hugo Simberg. Es una de las mayores obras reconocidas de los trabajos de Simberg, y fue votada en  Finlandia "La Pintura Nacional" en una votación sostenida por el museo Ateneum de arte en 2006.
La figura central del ángel tiene una venda alrededor de sus ojos y rastros de sangre sobre su ala. Los dos portadores jóvenes aparecen vestidos en colores sombríos, como si estuviesen de luto, y el de la derecha mira fija y directamente desde la pintura al espectador con una expresión seria.
Simberg coherentemente rehusó ofrecer cualquier explicación del significado detrás de sus pinturas. Al contrario, él sintió que era importante que el espectador fuera libre de sacar sus propias conclusiones basadas en el simbolismo. Simberg había estado sufriendo de meningitis, y la idea para la pintura vino a él en aquel tiempo. Fue una fuente de fuerza durante su recuperación.
Cuando Simberg fue escogido para pintar los frescos de la Catedral de Tampere en 1905 y 1906, uno de ellos fue una versión mayor de El ángel herido, que él siempre consideró su pintura favorita.
La omnipresencia de la pintura en la cultura finlandesa ha causado algunos trabajos derivados, como el vídeo musical de 2007 para la canción Amaranth de Nightwish.